# トマス・アーカート
サー・トマス・アーカート（Sir Thomas Urquhart、1611年 - 1660年）は、スコットランドの貴族、作家、翻訳家。フランスのルネサンス期の作家フランソワ・ラブレーの作品を英訳したことで最もよく知られている。

## 生涯
アーカートは、チャールズ2世の王政復古の知らせを受けて笑い死にしたという伝説がある。